# 桝井迪夫
桝井 迪夫（ますい みちお、1914年（大正3年）5月4日 - 1992年（平成4年）6月11日）は、日本の英語学者・英文学者。

## 経歴
1914年、鳥取県生まれ。広島文理科大学で学び、1938年に卒業。卒業後は、広島高等師範学校教授に就いた。1945年被爆。
戦後
学制改革に伴い広島高等師範学校が1947年より広島文理科大学となると同大学助教授。1949年に広島文理科大学が広島大学に包摂されて以降は、同大学文学部教授。文学部長も務めた。1961年、学位論文『チョーサーの脚韻語の構造研究』を東京大学に提出して文学博士を取得。1978年に広島大学を定年退官し、名誉教授となった。
学界では、日本英文学会の評議員、理事を務めた。

## 受賞・栄典
- 1977年：英国上級勲章を受章。
- 1984年：中国文化賞を受賞。

## 著作
著書
- 『アメリカ文化の特性』京極書店 建文新書 1943
- 『SHALLとWILL』(英文法シリーズ 14) 研究社出版 1954
- 『チョーサー研究』研究社出版 1962
- 『ロンドン英語の響き』大修館書店 1962
- 『チョーサーの世界』岩波新書 1976

共編著
- 『ディケンズの文学と言語 ディケンズ没後百年記念論文集』田辺昌美共編著、三省堂 1972

翻訳
- 『死の内の生命 ヒロシマの生存者』ロバート・J・リフトン著、湯浅信之・越智道雄・松田誠思共訳、朝日新聞社 1971[3]
  - 改題文庫化『ヒロシマを生き抜く 精神史的考察』岩波現代文庫 2009
- 『カンタベリー物語 上』チョーサー著、岩波文庫 1973[4]
- 『完訳 カンタベリー物語』チョーサー著、岩波文庫 1995

## 参考
- 『チョーサーの世界』著者紹介
- 河合迪男「追悼故桝井迪夫名誉教授」